# Andy Palacio
Pour les articles homonymes, voir Palacio.
Andy Palacio, né le 2 décembre 1960 et mort le 19 janvier 2008 au Belize, est un musicien de punta rock bélizien.

## Biographie
Andy Palacio est né et a grandi dans le village côtier de Barranco. Il a travaillé un temps comme instituteur avant de se tourner vers la musique.
Il s'inspira de la musique de ses ancêtres, le peuple garifuna, pour créer son propre style.
Il est désigné « artiste Unesco pour la paix » en octobre 2007.

## Discographie
(liste non exhaustive)
- Nabi, 1990
- Keimoun (beat on), 2005
- Til da mawnin !, 2006
- Wátina, 2007